# Kaka
För andra betydelser, se Kaka (olika betydelser).

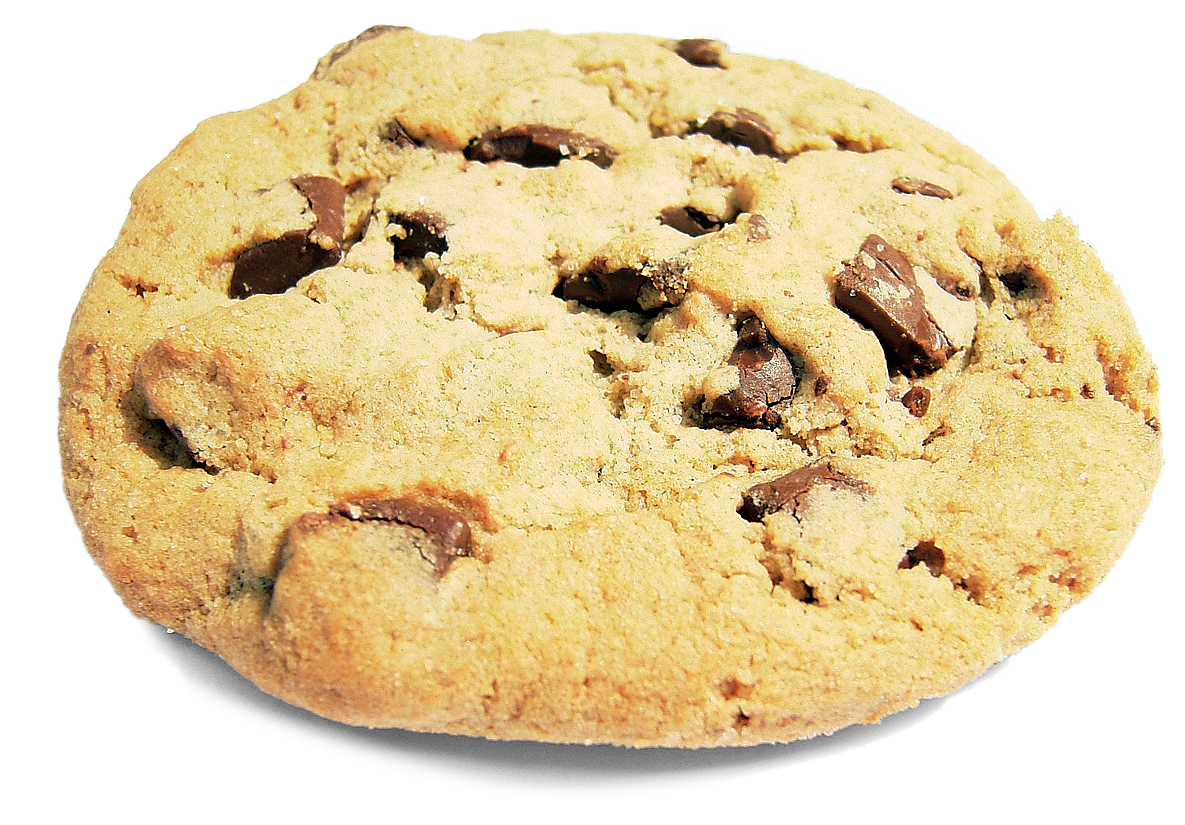
En småkaka med chokladsmak.

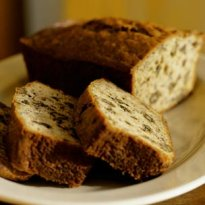
Exempel på mjuk kaka, banana nut bread.

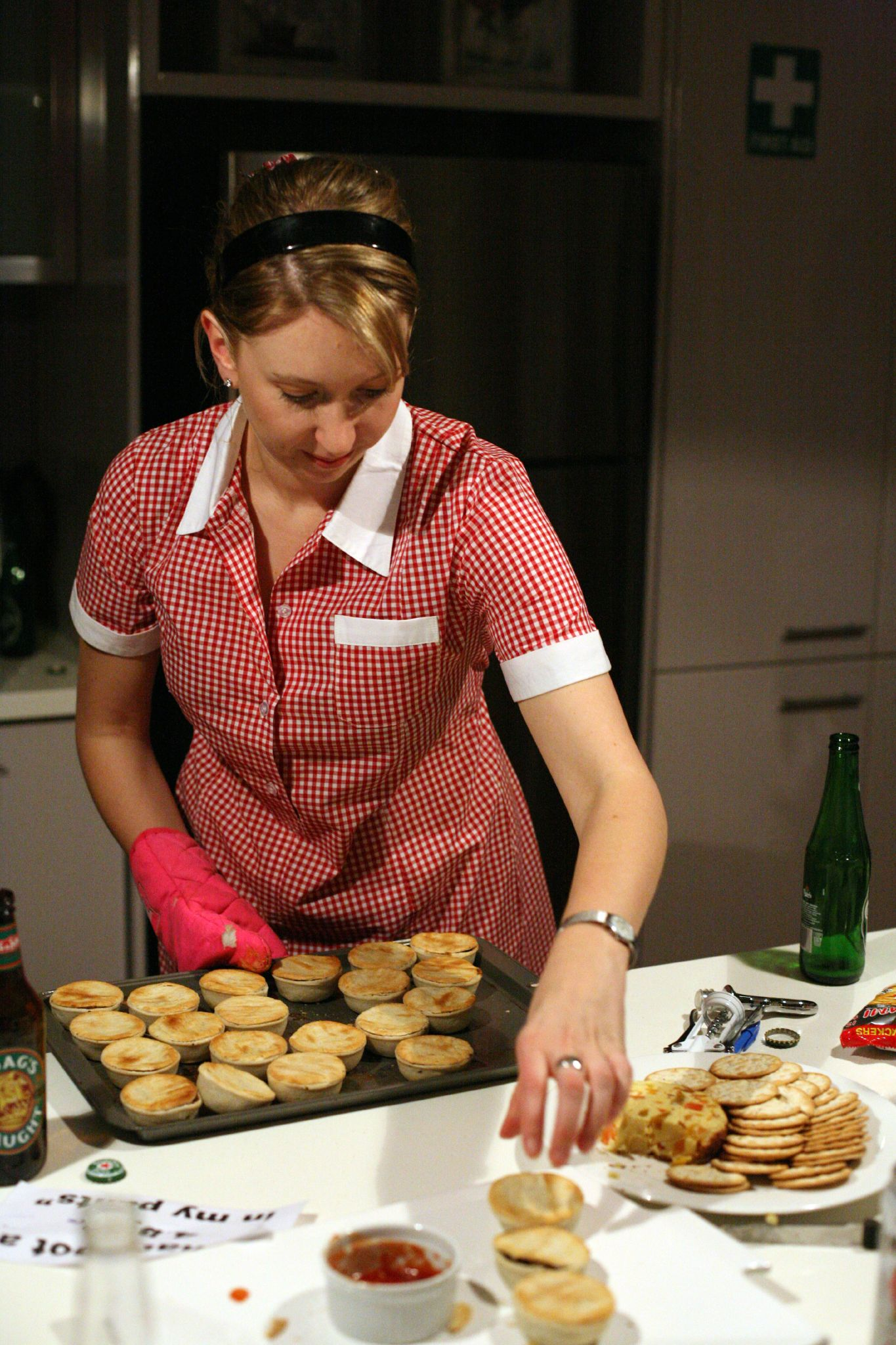
Kakbak.

Kaka är benämningen på flera olika typer av bakverk. Det kan antingen syfta på ett matbröd med flat och rund form. Alternativt, och i modernt språk vanligare, att det syftar på ett sött, ofta fettrikt bakverk. Exempelvis finns småkakor och mjuka kakor. Sådana kakor serveras ofta tillsammans med saft, kaffe eller te.

## Varianter

### Brödkaka
En brödkaka är en formvariant av matbröd. Till skillnad från limpor är den flat och rund där dessa är avlånga och massiva. Ordet kaka kommer från det yngre fornsvenska ordet med samma stavning, och det har motsvarigheter i andra nordiska språk (norska: kake; danska: kage). Ordet är besläktat med kex (inlånat från engelskans cakes) och koka i betydelsen (jord)klump.

### Småkakor
Småkakor bakas oftast på en deg baserad på mjöl, fett, socker och smaksättare med en slutprodukt som ofta är platt, söt, spröd och torr.
- Bondkaka
- Milanopinne
- Drömmar
- Finska pinnar
- Hallongrotta
- Havrekaka
- Pepparkaka
- Snittkakor

### Mjuka kakor
Mjuka kakor som till exempel sockerkakan bakas på en smet som är så lös att den måste gräddas i en bakform med kant och oftast används bakpulver som jäsmedel och ägg eller annat bindemedel för att göra kakan hög och porös. Smaksättare ger olika sorters mjuka kakor. Mjuk kaka kan användas som botten till många sorters tårtor. Används liten form till att grädda smeten kallas kakan för muffins. Kladdkaka är en variant av mjuk kaka som är kompakt och har en kladdig konsistens. Kladdkakan är nära besläktad med brownien. Skillnaden mellan kladdkaka och andra sockerkakor är att bakpulver inte används. Därav kladdigheten, som beror på frånvaro av luftbubblor i smeten.
- Sockerkaka
- Tigerkaka
- Muffins
- Mjuk pepparkaka
- Kladdkaka